# Capropygia unistriata
Capropygia unistriata és una espècie de peix de la família dels aracànids i de l'ordre dels tetraodontiformes.

## Morfologia
- Els mascles poden assolir 12 cm de longitud total.[2][3]

## Hàbitat
És un peix marí i de clima subtropical que viu entre 60-200 m de fondària.

## Distribució geogràfica
Es troba a Austràlia: sud d'Austràlia Occidental i Austràlia Meridional.